# NGC 1866
NGC 1866是一個在天球上位於劍魚座的球狀星團。NGC 1866位於大麥哲倫星系邊緣，並且該星團內恆星較一般球狀星團年輕。
NGC 1866於1826年8月3日由詹姆士·敦洛普發現。

## 外部連結
- NGC 1866 on SIMBAD（页面存档备份，存于）